# 明治學院大學
明治學院大學（日语：／ Meiji gakuin daigaku *，英語：Meiji Gakuin University）是一所日本的基督教私立大學，有東京和橫濱兩個校區，總部位於東京都港區白金台1-2-37。
最早創立於1863年。詹姆斯·柯蒂斯·赫本牧師為該校創辦人之一，並擔任第一任總裁。明治學院大學的校歌由該校畢業生島崎藤村創作。
該大學的縮寫為MGU、MG、Meigaku University 、Meigaku。

## 概述

### 整個大學
明治學院大學是日本最古老的基督教學校（教會學校），起源於詹姆斯·柯蒂斯·赫本在橫濱開設的赫本學校。它於1949年作為新體制大學成立，現為一所文科大學，擁有6個系、15個系、7個研究生院。

### 名稱由來
明治19年（1886年），東京一護神學院、東京一致英和学校、英和預備學校合併時，提出了“市學院”、“共同學院”、“明治共立學院”三個新校名。同年，6月21日董事會會議經過反覆討論，決定採用植村正久提議的明治學院學校。

## 基本情況

### 校區
- 白金校區（東京都港區白金台1-2-37 ）
- 橫濱校區（橫濱市戶塚區上倉田町1518）

## 學部與研究所
- 學部
  - 文學部
  - 經濟學部
  - 社會學部
  - 法學部
  - 國際學部
  - 心理學部
- 研究所（大學院）
  - 經濟學研究科
  - 社會學研究科
  - 法學研究科
  - 國際學研究科
  - 心理學研究科
  - 法務職研究科

## 外部連結
- （日語） 明治學院大學網站 （页面存档备份，存于）
- （英文） 明治學院大學網站 （页面存档备份，存于）
- （简体中文） 明治學院大學網站 (Archive)
- （繁體中文） 明治學院大學網站 (Archive)

1. ↑  WASHIYAMA, Teisaburo. . 明治學院大學. 2013-03-13: p. 175.